# Martin Meinander

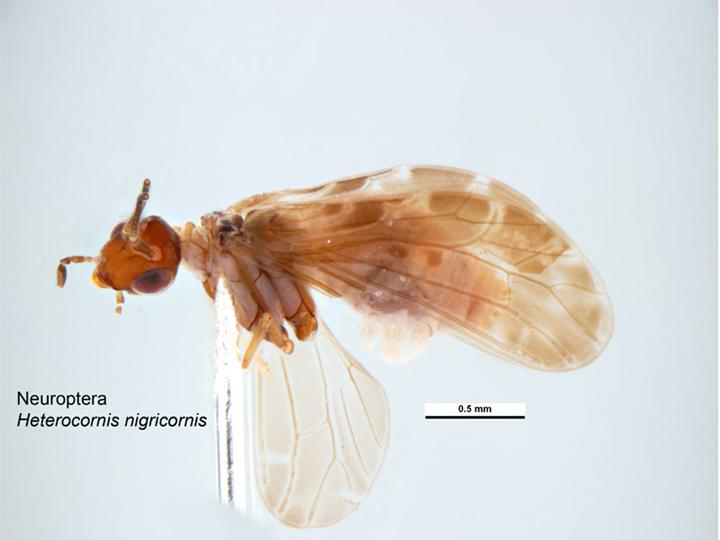
Heteroconis nigricornis, en av alla de insektsarter som beskrevs av Martin Meinander.

Martin Meinander, född 17 februari 1940 i Grankulla, död 16 december 2004 i Helsingfors, var en finländsk entomolog.

## Biografi
Meinander var redan som barn intresserad av insekter, och blev uppmuntrad av den finländske entomologen Harry Krogerus, som var hans lärare i biologi på gymnasiet. Meinander började studera biologi 1958 vid universitetet i Helsingfors. År 1962 blev han intendent vid Naturhistoriska museet i Helsingfors där han senare blev chef. Han utsågs till professor vid universitetet i Helsingfors 1972.
Han var också politiskt aktiv i Svenska folkpartiet i Finland. År 1996 blev han vice borgmästare i Helsingfors, med ansvar för de tekniska tjänsterna.
I maj 2004 fick Meinander en hjärnblödning som han aldrig skulle återhämta sig ifrån. Han dog i december samma år.

## Arbete
I sin entomologiska forskning fokuserade Meinander sig på Neuropterida (Neuroptera). Han har publicerat mer än 100 vetenskapliga artiklar, främst om Neuropterida och specifikt om Coniopterygidae (vaxsländor). 1972 gjorde han en reviderad klassificering av denna familj, och 1990 publicerade han en fullständig översikt i The Coniopterygidae (Neuroptera, Planipennia): A Check-list of the Species of the World, Descriptions of New Species and Other New Data.
Han auktor för en mängd arter av vaxsländor och hans standardförkortning som auktor är Meinander.

## Eftermäle
Det finns flera beskrivna arter vars vetenskapliga namn hyllar Meinander som till exempel Coniocompsa meinanderi Monserrat 1982, Monserrat, 1982 Incasemidalis meinanderi Adams, 1973, Coniopteryx meinanderi Victor Johnson, 1981 och Coniopteryx martinmeinanderi.